# سيجنال (مجلة)
سيجنال هي مجلة نشرت من قبل الفيرماخت في ألمانيا النازية من 1940 إلى 1945.

## ملخص
كان سيجنال جريدة مصورة وأداة دعاية للجيش، وهي مخصصة خصيصًا للجماهير في البلدان المحايدة والحليفة والمحتلة. تم توزيع إصدار ألماني في سويسرا ودول المحور وأوروبا التي تحتلها ألمانيا، ولكن لم يتم توزيع سيجنال في ألمانيا.

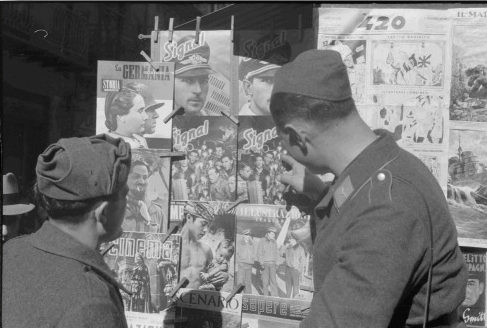
قوات الفيرماخت تعرض عددًا من المجلة في جناح الصحف في باليرمو، صقلية، 1943